# Chiavetta Internet

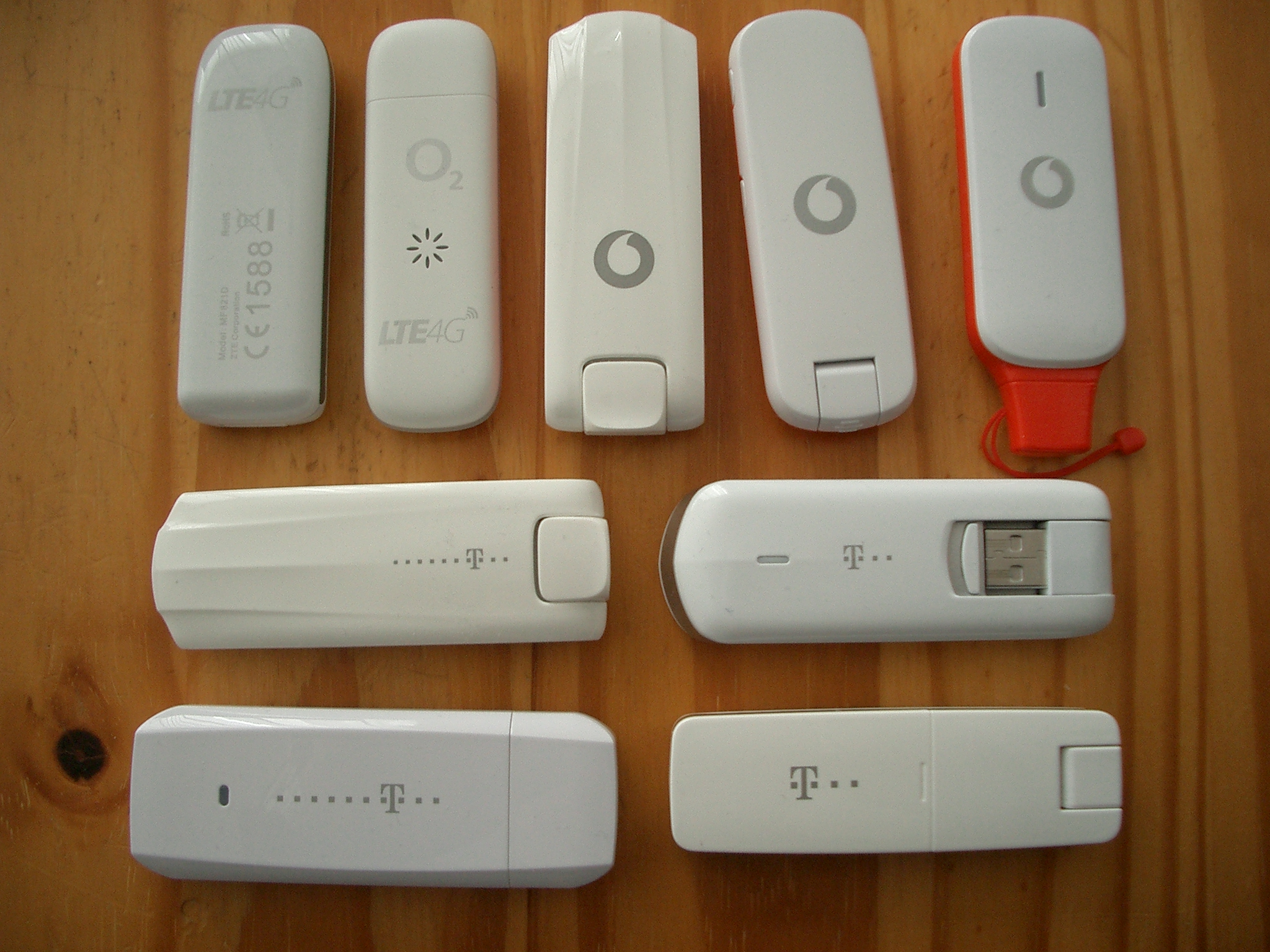
Diversi tipi di chiavette internet LTE.

In telecomunicazioni con il termine Internet key (in italiano chiavetta Internet) si intende un particolare tipo di modem, inteso non letteralmente ma nel senso di apparato di connessione ad internet, USB di piccole dimensioni che tramite l'uso di una SIM permette di connettersi alla rete di telefonia mobile per effettuare l'accesso ad Internet ed usufruire dei relativi servizi offerti (Web, posta elettronica ecc.).

## Caratteristiche
Caratteristiche tecniche cui fare attenzione sono: le tecnologie di trasmissione supportate e la velocità massima di download/upload.

### Connettività
Le tecnologie di trasmissione o connettività comunemente supportate sono:
- LTE
- HSPA+ (reti ad altissima velocità)
- HSPA (reti ad alta velocità anche in upload 28.8/5.76)
- HSDPA (reti ad alta velocità)
- UMTS e W-CDMA (reti a media velocità)
- EDGE (reti a bassa velocità)
- GPRS (reti a bassa velocità)

È fondamentale che vengano supportati tutti questi standard in maniera che la chiavetta si possa usare sia dove sono presenti reti di connessione veloci che dove invece vi siano reti lente o difficoltà di trasmissione.

### Velocità di download/upload
Riguardo alla massima velocità di trasmissione, le soglie tipiche in ambiente HSPA sono:
- Velocità massima di download

- Velocità massima di upload

La velocità massima di trasmissione è un parametro meno importante delle tecnologie di trasmissione supportate in quanto nella rete mobile attuale la velocità reale di download di 3,6 Mb/s non viene quasi mai raggiunta per cui le soglie superiori ai 7,2 Mb/s sono di fatto teoriche.

### Altre caratteristiche
Date le ridotte dimensioni dell'antenna interna si possono avere problemi in zone con segnale scarso, in queste situazioni risultati migliori si possono ottenere usando in tethering un telefono cellulare (provvisto di un'antenna interna maggiore).
In tale frangente una buona soluzione è quella di connettere un'antenna esterna all'Internet key (se questa è dotata del necessario connettore).
In alcuni casi sono dotate di uno slot per l'alloggiamento di una piccola scheda di memoria, così da poterla utilizzare anche come normale chiave USB di memoria.
L'Internet key può essere acquistata autonomamente o fornita direttamente dal provider assieme alla SIM (situazione più comune). Nel secondo caso può succedere che il software del dispositivo ci vincoli ad usarlo solo con quel provider.